# 너새니얼 마스턴
너새니얼 마스턴(영어: Nathaniel Marston, 1975년 7월 9일 ~ 2015년 11월 11일)은 미국의 배우이다. 네바다주 리노에서 교통사고로 사망했다.

## 방송
- One Life to Live

## 영화
- 오더너리 시너 (2001년)
- 로미오 그리고 줄리엣 (1996년)
- 크래프트 (1996년) - 트레이 역
- 원 라이프 투 리브 (1968년)
- 애즈 더 월드 턴즈 (1956년)